# Степанянц Сурен Аванесович
Сурен Аванесович Степанянц (нар. 17 грудня 1912, Гадрут — пом. 21 листопада 1979, Бердянськ) — директор Бердянського дослідного нафтомаслозаводу, Герой Соціалістичної Праці.

## Біографія
Народився 17 грудня 1912 року в селі Гадруті (нині Ходжавендський район Азербайджану) у сім'ї кравця. Вірменин. Закінчив неповну середню школу. 1927 року його сім'я переїхала до Баку. Там працював на Бакинському крекінг-заводі помічником оператора, закінчив вечірню школу та у 1935 році — вечірній факультет Азербайджанського індустріального інституту.
З 1935 року працював на Одеському крекінгу-заводі оператором, начальник цеху термічного крекінгу. У 1940 році був переведений до Московського крекінг-заводу на посаду начальника цеху термічного крекінгу. Працював на ньому протягом усієї німецько-радянської війни. У 1943 році під час гасіння пожежі на заводі отримав сильні опіки і кілька місяців лежав у шпиталі, потім знову повернувся на завод.
З червня 1947 року і до кінця життя — директор Осипенківського солідолового заводу № 276 (з 1958 року — Бердянський дослідний нафтомаслозавод). За час його керівництва, підприємство у 1960-х роках стало передовим у своєму сегменті, покриваючи до 55 % потреб СРСР у мастильній продукції. Одночасно приділяв велику увагу соціально-культурним питанням. Досягнув повного переселення робітників заводу з бараків та землянок до впорядкованих квартир, за сприяння заводу будувалися школи, дитячі садки, Будинок культури, санаторій-профілакторій, піонерський табір та інші об'єкти. 1971 року завод був нагороджений орденом Трудового Червоного Прапора.
Був автором серії наукових праць і патентів на винаходи. Член КПРС. Обирався депутатом Бердянської міської ради.

Надгробний пам'ятник.

Помер у Бердянську 21 листопада 1979 року. Похований у Бердянську на Міському цвинтарі № 1 (46°45′56.86″ пн. ш. 36°46′37.82″ сх. д. / 46.7657944° пн. ш. 36.7771722° сх. д.).

## Відзнаки
- Герой Соціалістичної Праці (за видатні заслуги у виконанні завдань дев'ятої п'ятирічки, досягнення найвищих показників у роботі та великий внесок у розвиток нафтопереробної та нафтохімічної промисловості; Указ Президії Верховної Ради СРСР від 10 березня 1976 року; медаль «Серп і Молот» № 17 503).
- Нагороджений:
  - двома орденами Леніна (25 травня 1954, 10 березня 1976, № 423 841);
  - орденом Жовтневої Революції (20 квітня 1971);
  - трьома орденами Трудового Червоного Прапора (24 січня 1944, 15 травня 1951, 28 травня 1966);
  - орденами Дружби народів, «Знак Пошани» (8 травня 1948);
  - медалями, у тому числі «За трудову доблесть» (6 лютого 1942).
- Почесний громадянин міста Бердянська з 1969 року.

## Вшанування
У Бердянську:
- у 2001 році встановлена меморіальна дошка на будинку, в якому жив Герой;
- у 2006 році встановлена меморіальна дошка на прохідній АТ «АЗМОЛ»;
- у 2013 році встановлено пам'ятний знак.

На його честь названо одну з вулиць Бердянська.